# Почапи (Любомлька міська громада)
Поча́пи — село в Україні, у Ковельському районі Волинської області.
Населення становить 458 осіб. Входить до складу Любомльської міської громади.

## Історія
У 1906 році село Любомльської волості Володимир-Волинського повіту Волинської губернії. Відстань від повітового міста 53  версти, від волості 15. Дворів 140, мешканців 588.
19 липня 2020 року, в результаті адміністративно-територіальної реформи та ліквідації Любомльського району, громада увійшла до складу Ковельського району.

## Населення
Згідно з переписом УРСР 1989 року чисельність наявного населення села становила 485 осіб, з яких 220 чоловіків та 265 жінок.
За переписом населення України 2001 року в селі мешкало 458 осіб.

### Мова
Розподіл населення за рідною мовою за даними перепису 2001 року:
| Мова       | Відсоток |
| ---------- | -------- |
| українська | 99,78 %  |
| російська  | 0,22 %   |

## Відомі люди
- Якубовська Марія Степанівна — українська письменниця. Голова Львівської організації Національної спілки письменників України.
- Дубій Андрій Миронович – депутат Нахімовської районної ради депутатів трудящих XI скликання м.Севастополя (1967), переможець соціалістичного змагання (1987), володар звання «КРАЩИЙ ПО ПРОФЕССІЇ» (1987).